# The Collection 3.0
The Collection 3.0 è una raccolta della cantante italiana Mina pubblicata il 31 marzo 2015 dall'etichetta discografica Warner Music Italy.

## Raccolta
La raccolta è composta da tre dischi, composto ciascuno da 18 tracce. Raccoglie i maggiori successi dell'intera carriera della cantante, molti dei quali fuori catalogo, che abbracciano un arco temporale che va dal 1967 al 2012. I brani sono tutti in versione rimasterizzata.
Il 30 novembre 2016 il progetto è stato pubblicato, in esclusiva per Amazon, anche in edizione cofanetto con 6 LP. Le immagini della raccolta sono state curate da Mauro Balletti.

## Tracce
CD 1
1. Grande, grande, grande
2. Amor mio
3. Parole parole
4. Vorrei che fosse amore
5. E Poi...
6. Città vuota (It's A Lonely Town)
7. L'importante è finire
8. Non gioco più
9. Zum Zum Zum
10. La voce del silenzio
11. Sacumdì, Sacumdà
12. Nuda
13. Un colpo al cuore
14. Bugiardo e incosciente
15. I discorsi
16. Ancora ancora ancora
17. Non credere
18. La pioggia di marzo (Aguas de março)

CD 2
1. Io e te da soli
2. Emozioni
3. Insieme
4. E penso a te
5. Una lunga storia d'amore
6. Il cielo in una stanza
7. Fiori di rosa, fiori di pesco
8. La canzone di Marinella
9. Eppur mi son scordato di te
10. Vincenzina e la fabbrica
11. Estate
12. Amorevole
13. Que serà (A flor da terra)
14. Ormai
15. Ancora
16. Noi due nel mondo e nell'anima
17. Che male fa
18. Napule è

CD 3
1. Questione di feeling (feat. Riccardo Cocciante)
2. Neve
3. Oggi sono io
4. Fa qualcosa
5. Se il mio canto sei tu
6. Anche tu
7. My Love
8. Parlami d'amore Mariù
9. Ossessione '70
10. Laia ladaia (Reza) (Live)
11. Devo dirti addio (Pra dizer adeus)
12. Un'estate fa (Une belle histoire)
13. Portati via
14. Fortissimo
15. Can't Take My Eyes Off Of You
16. Mi parlavi adagio
17. Mente
18. Over The Rainbow

## Classifiche
| Classifica (2015) | Posizione massima |
| ----------------- | ----------------- |
| Italia            | 18                |